# Orlowski (Transbaikalien)
Orlowski (russisch Орло́вский) ist eine Siedlung städtischen Typs in der Region Transbaikalien in Russland mit 2194 Einwohnern (Stand 14. Oktober 2010).

## Geographie
Der Ort liegt knapp 150 km Luftlinie südöstlich der Regionshauptstadt Tschita im Bereich des gut 1000 m hohen Bergkammes Changilai-Schily.
Orlowski gehört zum Rajon Aginski und befindet sich gut 20 km ostsüdöstlich von dessen Verwaltungszentrum Aginskoje. Die Siedlung ist Sitz der Stadtgemeinde (gorodskoje posselenije) Orlowski, zu der außerdem die Dörfer Delberchei (12 km südlich) und Santa (22 km südsüdöstlich) gehören.

## Geschichte
Die Siedlung wurde 1940 unter dem Namen Aginski priisk gegründet, nach der Bezeichnung eines dort errichteten Zinn- und Wolframbergwerkes (später auch Förderung von Lithium- und Tantalerzen). In den 1960er-Jahren erhielten Bergwerk und Ort den heutigen Namen. Seit 1970 besitzt Orlowski den Status einer Siedlung städtischen Typs.

### Bevölkerungsentwicklung
| Jahr | Einwohner |
| ---- | --------- |
| 1979 | 3298      |
| 1989 | 3366      |
| 2002 | 2348      |
| 2010 | 2194      |

Anmerkung: Volkszählungsdaten

## Verkehr
Orlowski ist über eine etwa 17 km lange Straße, die auch durch die 9 km nordwestlich gelegene Nachbarsiedlung Nowoorlowsk verläuft, mit der nördlich vorbeiführenden Fernstraße A350 zu östlich von Aginskoje verbunden, die Tschita über Mogoitui (dort befindet sich per Straße etwa 40 km entfernt die nächste Bahnstation) mit der Grenze zur Volksrepublik China bei Sabaikalsk verbindet.